# Centropages hamatus
Centropages hamatus is een eenoogkreeftjessoort uit de familie van de Centropagidae. De wetenschappelijke naam van de soort is voor het eerst geldig gepubliceerd in 1853 door Lilljeborg.